# The Lakes (Minnesota)
The Lakes is een plaats (census-designated place) in de Amerikaanse staat Minnesota, en valt bestuurlijk gezien onder Murray County.

## Demografie
Bij de volkstelling in 2000 werd het aantal inwoners vastgesteld op 619.

## Geografie
Volgens het United States Census Bureau beslaat de plaats een oppervlakte van
117,8 km², waarvan 92,7 km² land en 25,1 km² water.

## Plaatsen in de nabije omgeving
De onderstaande figuur toont nabijgelegen plaatsen in een straal van 16 km rond The Lakes.